# Krijserskapel

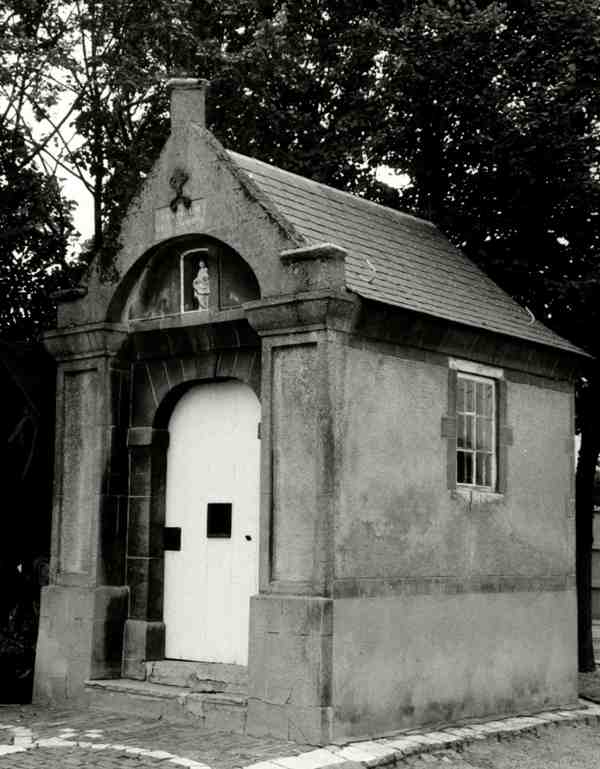
Krijserskapel

De Krijserskapel, ook wel de Onze-Lieve-Vrouw-Toevlucht-der-Zondaarskapel genoemd, is een kapel in het dorpje Wiekevorst, een deelgemeente van Heist-op-den-Berg. De kapel bevindt zich aan de Kapelledijk.
De kapel dateert uit 1754 en bevindt zich in de straat Kapelledijk. De kapel is gebouwd in grijze steen, voor de kapel ligt een hartvormige wegverharding in rode en witte steen. De kapel komt aan zijn naam omdat hier vroeger moeders met vaak huilende kinderen op bedevaart gingen.